# كاثرين كريتندن
كاثرين كريتندن (بالإنجليزية: Katharine Crittenden)‏ هي مهندسة معمارية أمريكية، ولدت في 9 أغسطس 1921 في لويفيل في الولايات المتحدة، وتوفيت في 13 فبراير 2010 في أنكوريج في الولايات المتحدة.